# Dakota (canción de Stereophonics)
«Dakota» es una canción de la banda galesa de rock alternativo Stereophonics, que fue el primer sencillo de su quinto álbum de estudio Language. Sex. Violence. Other?. Fue lanzado el 28 de febrero de 2005.
Fue el primer sencillo de Stereophonics en alcanzar el número 1 en el UK Singles Chart o en la lista de Modern Rock Tracks. La canción pasó un total de 44 semanas en la lista de sencillos del Reino Unido, lo máximo que cualquier sencillo de Stereophonics ha logrado, y también encabezó la lista de descargas, permaneciendo en la lista durante 22 semanas, la mitad de los cuales se pasó en el top 10. La canción ha sido comparado con los trabajos de U2. También hizo una aparición en los videojuegos FIFA Manager 06 y Pro Evolution Soccer 2010.

## Letra
Kelly Jones comenzó a escribir la música de "Dakota" en enero de 2004. Se quedó en una habitación de hotel en París, mientras que Stereophonics estaba en una gira promocional para You Gotta Go There to Come Back. Un mes más tarde, mientras la banda estaba de gira en Estados Unidos, escribió las letras en Vermillion y el título fue originalmente nombrado después. Después de que Slipknot lanzó una canción de su tercer álbum titulado "Vermilion" y Mercury Rev lanzó su sexto álbum con una canción incluida en ella también llamado "Vermillion", la banda decidió cambiar el título de la canción. El nombre de la canción fue cambiado a "Dakota", nombrado después del edificio de apartamentos en Nueva York. Una de las líneas de la canción, "Take a look at me now", fue utilizado por primera vez - en una melodía similar - en su sencillo anterior "Since I Told You It's Over".

## Promoción
BBC Radio 1 DJ Jo Whiley fue el primero en poner "Dakota" al aire. Kelly y Richard Jones presentaron la canción como parte de los "10 álbumes de Radio 1 para ver 2005".

### Radio de EE.UU.
"Dakota" fue el primer sencillo de Stereophonics en alcanzar el éxito en las estaciones de radio de rock alternativo en los Estados Unidos, donde fue promovido como "Dakota (You Made Me Feel Like the One)". Antes de "Dakota", ningún sencillo de Stereophonics había sido puesto en ninguna de las listas de rock en los Estados Unidos. Después de su lanzamiento en febrero, el sencillo ganó terreno en la radio de rock alternativo estadounidense, especialmente en estaciones como WFNX, WBCN y KROQ-FM.
Dakota "siguió ganando apoyo a través de los Estados Unidos y finalmente se convirtió en la primera canción de Stereophonics a figurar en el Billboard Modern Rock Tracks chart. La primera gráfica el 9 de julio de 2005, casi medio año después de su lanzamiento original. La canción alcanzó el número 34 en listas y se mantuvo en el gráfico durante seis semanas. Fue su primer y hasta ahora único sencillo en gráficos.

## Lanzamiento
Cuatro semanas antes del lanzamiento oficial del sencillo, "Dakota" fue lanzado exclusivamente en la iTunes Store. La canción también estaba disponible para descargar desde el sitio web de la banda. El sencillo fue ampliamente difundido el 28 de febrero en cuatro formatos, incluyendo un sencillo en CD, maxisencillo, vinilo y DVD sencillo.
La versión del álbum de "Dakota" fue incluida como la pista de apertura en Stereophonics "primer gran éxito recopilatorio álbum Decade in the Sun".

### Vídeo musical
El vídeo musical de "Dakota" fue filmado en Dakota del Sur, Estados Unidos. Cuenta con Stereophonics en un viaje por Dakota en la parte trasera de un camión. A medida que el video continúa, la banda pasa por varios lugares de interés de Dakota incluyendo el Monte Rushmore. El video fue mostrado como exclusiva en MTV antes de que fuera demostrado en otros canales de la música.

## Recepción

### Respuesta crítica
"Dakota "recibió críticas positivas. El editor de AllMusic, MacKenzie Wilson dijo que la canción tenía "ganchos de guitarra brillante" al revisar el álbum. Alargo con las canciones "Brother" y "Chica" , dijo que "... encontrar la segunda venida de Stereophonics para ser convincente." En el "Readers 100 Greatest Tracks of 2005" en Q, "Dakota" fue colocado en 8º. James Masterson nombró a la canción su sencillo del año en 2005. Alexis Petridis, de The Guardian, elogió la canción por reemplazar su "estrafalario presumido estándar con un pulso de sintetizador urgente" y su "brisa, coro de radio-sensacional."
Pete Cashmore de NME era crítico hacia "Dakota" por sonar como una canción de U2 y "estar demasiado preocupado con hacer un ruido impresionante y no preocuparse lo suficiente con una melodía."

### Desempeño comercial
"Dakota" dio a Stereophonics su primer número uno del Reino Unido solo mientras que remató las listas de los solos y de la transferencia directa. Permaneció en las listas durante 44 semanas y se ubicó en el número 40 en las listas de final de año. También fue el primer sencillo de la banda en aparecer en la lista de temas de Modern Rock Tracks, alcanzando el número 34. En Irlanda la canción alcanzó el número 8 y permaneció en listas durante siete semanas.

## Versiones
Show of Hands grabó una versión de portada para su álbum de 2010 Covers 2

## Pistas del álbum

### CD
| CD ref |                  |          |  |
| N.º    | Título           | Duración |  |
| 1.     | «Dakota»         |          |  |
| 2.     | «Long Way Round» |          |  |

### Maxi CD
| Maxi CD |                              |          |  |
| N.º     | Título                       | Duración |  |
| 1.      | «Dakota»                     |          |  |
| 2.      | «Dakota» (Footswitch Rework) |          |  |
| 3.      | «Soul» (Demo)                |          |  |
| 4.      | «Dakota» (video)             |          |  |

### DVD
| DVD |                                             |          |  |
| N.º | Título                                      | Duración |  |
| 1.  | «Dakota» (Rehearsal footage) (Video)        |          |  |
| 2.  | «Dakota» (Studio recording footage) (Video) |          |  |
| 3.  | «Dakota» (Audio)                            |          |  |
| 4.  | «Photo Gallery»                             |          |  |

### Vinil de 7"
| 7" Vinyl |                  |          |  |
| N.º      | Título           | Duración |  |
| 1.       | «Dakota»         |          |  |
| 2.       | «Long Way Round» |          |  |

## Personal
|  | Stereophonics - Kelly Jones – voz, guitarra, piano - Richard Jones – Bajo - Javier Weyler – Batería | Técnicos - Producción – Kelly Jones, Jim Lowe - Mezclas – Kelly Jones, Jim Lowe - Ingeniero – Jim Lowe |

## Listas y certificaciones

### Listas semanales
| Lista (2005)                           | Posición |
| -------------------------------------- | -------- |
| Australian Singles Chart               | 22       |
| Belgian Ultratop 40 Singles (Wallonia) | 18       |
| Dutch MegaCharts Single Top 100        | 74       |
| Irish Singles Chart                    | 8        |
| NZ Top 40 Singles Chart                | 20       |
| UK Singles Chart                       | 1        |
| UK Indie Chart                         | 1        |
| US Modern Rock Tracks                  | 34       |
| Lista (2010)                           | Posición |
| Belgian Ultratop 40 Singles (Flanders) | 1        |
| Lista (2012)                           | Posición |
| UK Singles Chart                       | 29       |

| Lista (2005)     | Posición |
| ---------------- | -------- |
| UK Singles Chart | 40       |